# Paul Roussel

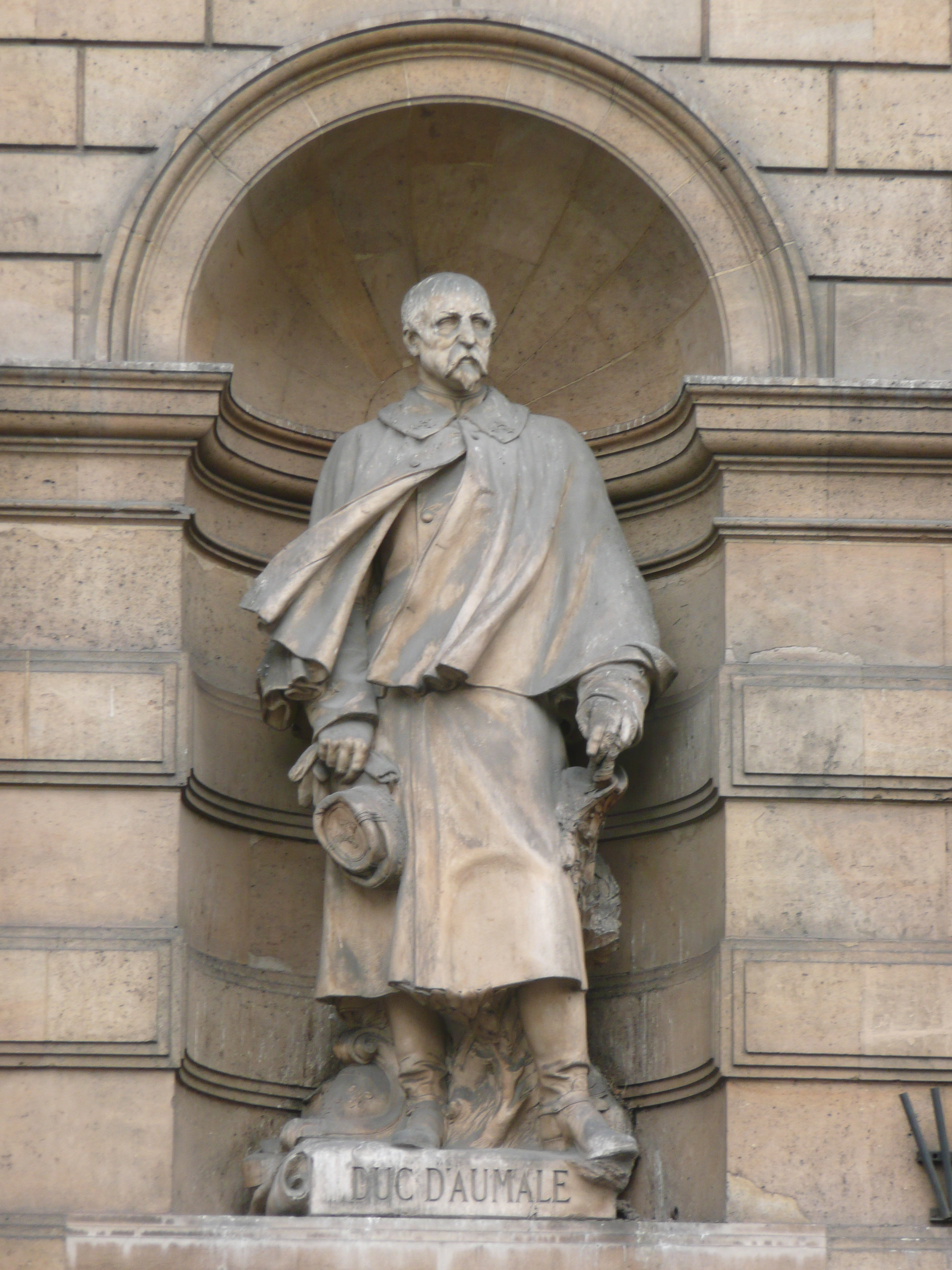
Enrique de Orleans duque de Aumale, Louvre. París

Paul Roussel, nacido en 1867 en París y fallecido en 1928 en la misma ciudad, fue un escultor francés. Ganador del Premio de Roma en 1895

## Datos biográficos
Hippolyte-Paul-René Roussel nacido el 23 de octubre de 1867 en París.
Alumno de la École nationale supérieure des beaux-arts de su ciudad natal.
Se presenta al Premio de Roma de escultura del año 1895 con el relieve titulado David, vainqueur de Goliath, amené en triomphe à Saül (en español: David, vencedor de Goliat, es portado en triunfo por Saul ). Resulta ganador y la pieza es incluida en el depósito de la École nationale supérieure des beaux-arts de París, donde todavía hoy se conserva
Viaja a Roma donde reside en la Villa Médici pensionado por el Estado francés. Allí permanece perfeccionando su técnica escultórica y estudiando a los clásicos hasta 1899.
De regreso en París es asiduo de los Salones anuales organizados por la Asociación de artistas franceses.
En el de 1907 presentó el relieve de El Peregrino de la Vida
En 1908 presentó en el Salón de París la escultura de Eva o la manzana de estilo simbolista. En tres materiales diferentes, marfil, mármol y bronce.
En el Salón de 1909 presentó la escultura de Nomia, una bailarina de Pompeya.
En el Salón de 1910 presentó la estatua de la danza del bebé, que representa una mujer girando con un niño en brazos; ese mismo año presentó una figura de Apolo con una Lira, encargo del Estado para el nuevo Conservatorio de Música de París.
En el salón de 1913, presentó el Monumento al Teniente Coronel Moll destinado a la ciudad de Vitry.
El 23 de julio de 1920 fue nombrado oficial de la Legión de Honor
Falleció en París en 1928. Ese mismo año su esposa donó algunas de las obras del escultor al estado francés.

## Obras
Entre las mejores y más conocidas obras de Paul Roussel se incluyen las siguientes:
- Busto de Paul Bourget (1852-1935), de perfil, relieve en escayola, obra de en torno a 1900, donada en 1836 al Museo Condé de Chantilly por el señor Daille. retrato de perfil del escritor Paul Bourget de 36 × 26,5 cm[4]

- Estatuilla de Enrique de Orleans duque de Aumale (1822-1897), en pie, figura preparatoria, maqueta en yeso que sirvió para realizar, mediante el sacado de puntos, una pieza en mármol. esta pieza fue donada por la señora Roussel en 1928 al Museo Condé de Chantilly.[5]

- Enrique de Orleans duque de Aumale, retrato de figura en pie, talla en piedra encargo del estado francés, instalada a la izquierda de la entrada del Museo de las Artes Decorativas, en la fachada a la rue Rívoli del edificio del Louvre en París

- Estatuilla de Homero cantando, obra de h. 1903. Terracota. Conservada en el Museo de Orsay de París.[6] Adquirida por el estado francés en 1979, a través de un galerista, procedente de un particular anónimo.

- Eva o la manzana , estatua de bronce conservada en el Museo de Orsay de París[7] realizada ca. 1908. En el Salón de París presentó tres modelos en diferentes materiales: marfil, mármol y bronce. Donado al estado francés por la viuda de Roussel, solo está localizado el bronce.[8]

- El Peregrino de la Vida, 1907, altorrelieve en mármol

- Nomia, una bailarina de Pompeya, 1909, presentada en el Salón   La escultura de Nomia se conserva en el ayuntamiento de Vincennes[9]
- La danza del bebé, 1910, presentada en el Salón

- Apolo cantando y tocando la lira, 1910, encargo del estado para el conservatorio de Música de París. Presentado al salón de ese año.

- Monumento al Teniente Coronel Moll 1913, presentada en el Salón ydestinado a la ciudad de Vitry. , , ,

- Copa aeronáutica Michelin, trofeo,

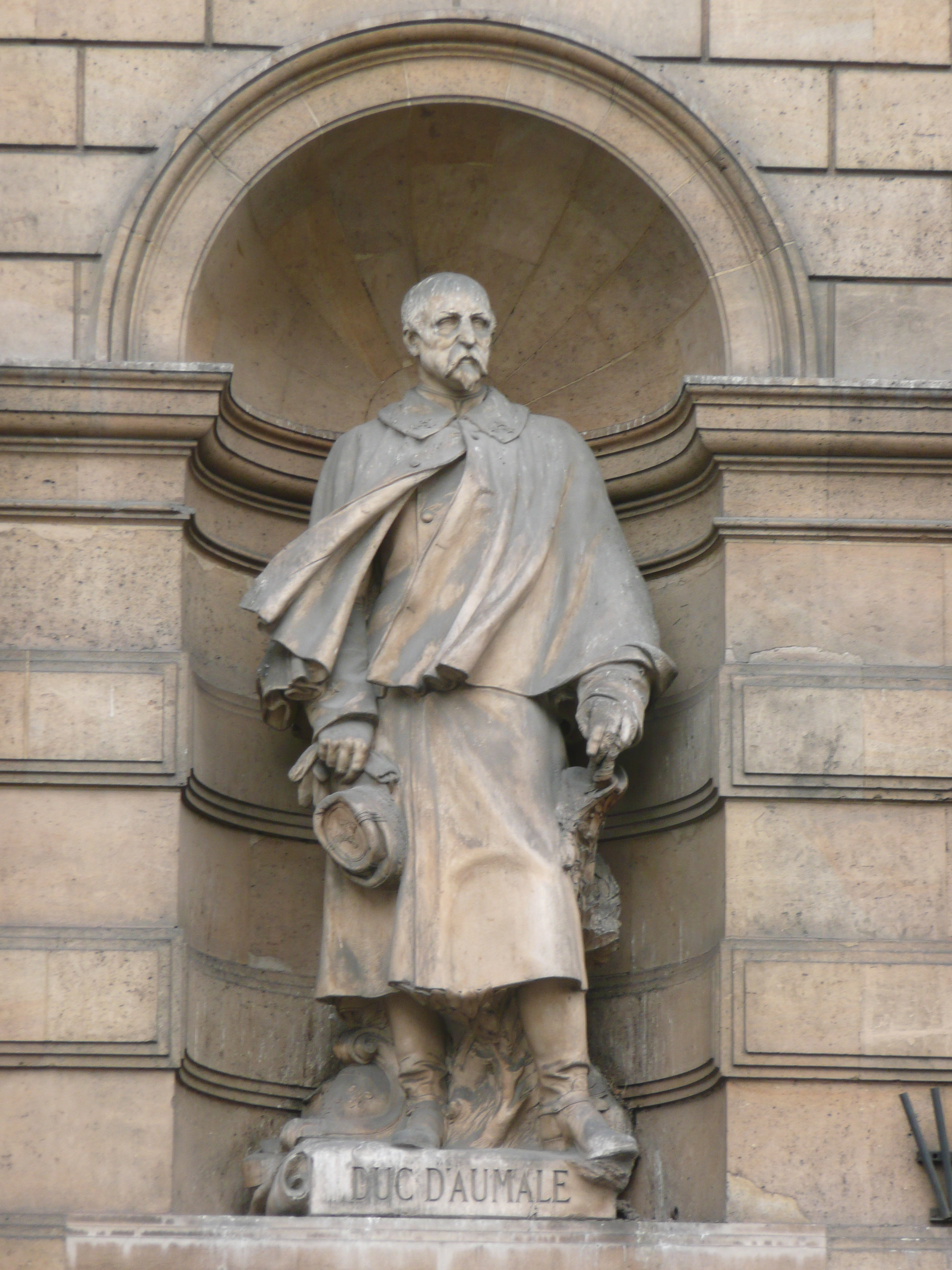
Enrique de Orleans duque de Aumale, Louvre. París
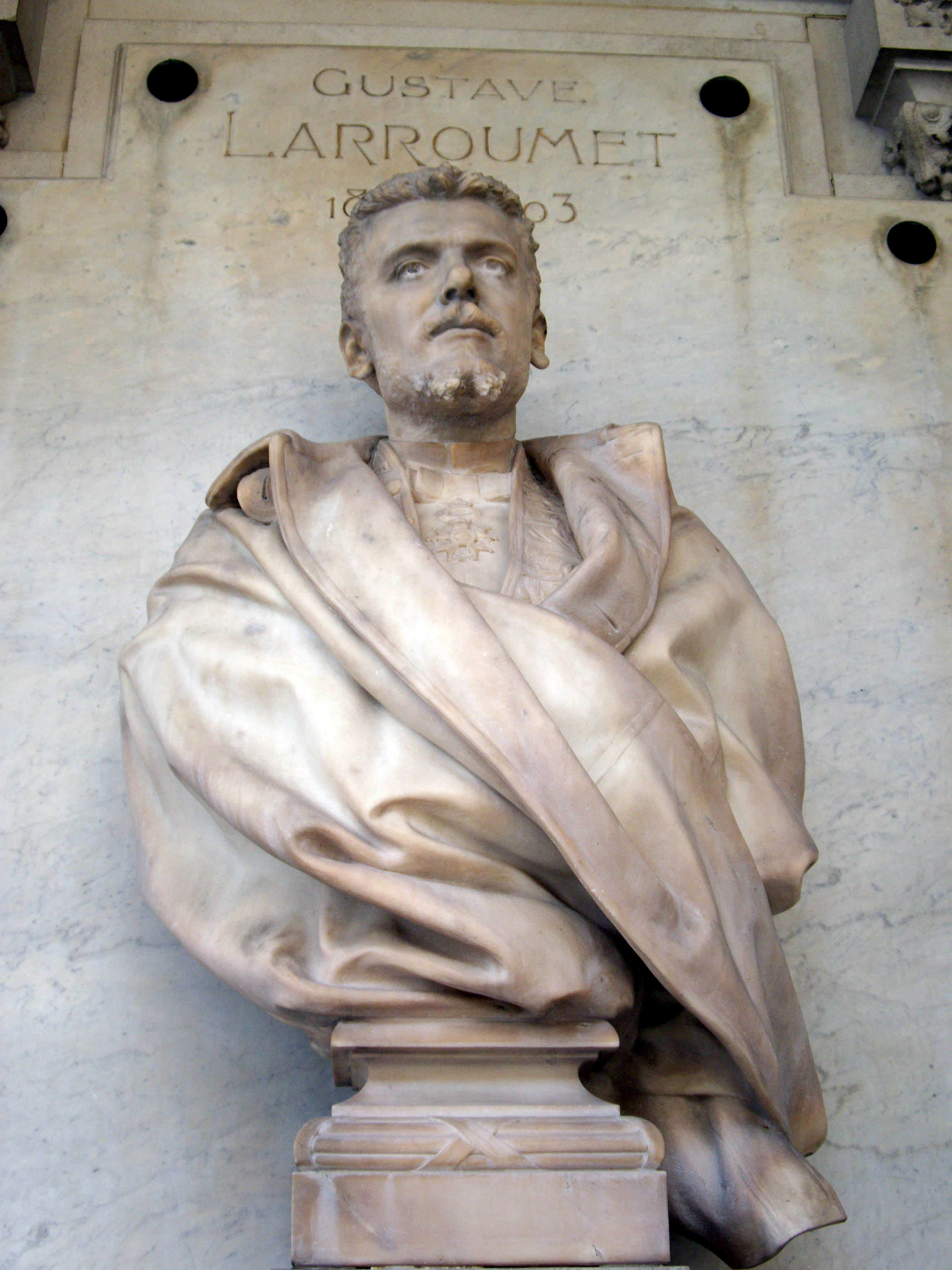
Busto de Gustave Larroumet